# Goúva
Goúva, en grec moderne : Γούβα, également appelé Ágios Artémios (Άγιος Αρτέμιος), est un quartier d'Athènes en Grèce. Densément peuplé, il est situé au sud-est du dème des Athéniens et il est bordé au sud par Néos Kósmos et Dáfni, au nord par Pangráti et Výronas, à l'est par Ymittós et à l'ouest par le quartier de Mets. 